# Reduviinae
Reduviinae is een onderfamilie van roofwantsen. De familie werd voor het eerst wetenschappelijk beschreven door Pierre André Latreille in 1807.

## Taxonomie
De familie bevat de volgende geslachten:

- Acanthaspis Amyot & Serville, 1843
- Alloeocranum Reuter, 1881
- Anacerilocus Miller, 1957
- Apechtia Reuter, 1881
- Apechtiella Miller, 1948
- Apteroreduvius Villiers, 1975
- Aradomorpha Champion, 1899
- Archilestidium Breddin, 1900
- Arcuatitibia Z.H. Luo, Lu & Cai, 2009
- Australocleptes Miller, 1951
- Berengeria Gil-Santana & Coletto-Silva, 2005
- Bergrotheus Schouteden, 1913
- Brachytonus China, 1925
- Cargasdama Villiers, 1950
- Censorinus Distant, 1903
- Cerilocus Stål, 1858
- Cheronea Stål, 1863
- Cheronella Miller, 1955
- Corupaia Lent & Wygodzinsky, 1948
- Crociaeus Breddin, 1900
- Croscius Stål, 1874
- Cyclopocoris Miller, 1950
- Dilophocoris Miller, 1959
- Diplosiacanthia Breddin, 1903
- Drescherocoris Miller, 1954
- Durevius Villiers, 1962
- Durganda Amyot & Serville, 1843
- Durgandana Miller, 1957
- Dyakocoris Miller, 1951
- Ectmetacanthus Reuter, 1882
- Edocla Stål, 1859
- Edoclella Miller, 1956
- Edoclina Jeannel, 1919
- Empyrocoris Miller, 1953
- Eriopreda Jeannel, 1917
- Eriopredoides Miller, 1955
- Euvonymus Distant, 1904
- Ganesocoris Miller, 1955
- Gnistus Stål, 1874
- Hadrokerala Wygodzinsky & Lent, 1980
- Haplonotocoris Miller, 1940
- Hermilloides Schouteden, 1931
- Hermillus Stål, 1874
- Heteropinus Breddin, 1903
- Hoberlandtia Villiers, 1950
- Holotrichius Burmeister, 1835
- Horcinia Stål, 1874
- Horciniella Miller, 1958
- Inara Stål, 1859
- Iphithereuta Breddin, 1903
- Isdegardes Distant, 1909
- Jacobsonocoris Miller, 1954
- Junghuhnidia Breddin, 1903
- Kalshovenia Miller, 1954
- Khafra Distant, 1902
- Khafrana Miller, 1957
- Kobacoris Villiers, 1969
- Kopsteinia Miller, 1954
- Korinchocoris Miller, 1941
- Lamabokeus Villiers, 1972
- Lenaeus Stål, 1859
- Leogorrus Stål, 1859
- Leptacanthaspis Jeannel, 1917
- Lydenburgia Miller, 1957
- Mankuninga Distant, 1902
- Marbodus Distant, 1904
- Mardania Stål, 1859
- Mesacanthaspis Livingstone & Murugan, 1993
- Microlestria Stål, 1872
- Moramanga Villiers, 1962
- Nalata Stål, 1860
- Namapa Wygodzinsky & Lent, 1980
- Nannolestes Bergroth, 1913
- Nanokerala Wygodzinsky & Lent, 1980
- Neervoortia Miller, 1954
- Neivacoris Lent & Wygodzinsky, 1947
- Neoacanthaspis Murugan & Livingstone, 1991
- Neocentrogonus Miller, 1940
- Neocerilocus Miller, 1957
- Neocheronea Miller, 1955
- Neokhafra Miller, 1957
- Neostachyogenys Miller, 1953
- Neotiarodes Miller, 1957
- Neotrichedocla Villiers, 1962
- Noualhierana Miller, 1958
- Nyplus Villiers, 1948
- Opisthacidius Berg, 1879
- Pantopsilus Berg, 1879
- Paracerilocus Miller, 1957
- Parahermillus Miller, 1955
- Paralenaeus Reuter, 1883
- Parapechtia Miller, 1953
- Paraplynus Jeannel, 1919
- Parareduvius Schouteden, 1952
- Paredocla Jeannel, 1914
- Pasira Stål, 1859
- Pasiropsis Reuter, 1881
- Patago Bergroth, 1905
- Pelurgocoris Miller, 1958
- Peregrinator Kirkaldy, 1904
- Perissopygocoris Miller, 1951
- Phaurolestes Bergroth, 1913
- Pheletocoris Miller, 1959
- Phonergates Stål, 1855
- Phyja Distant, 1919
- Platymeris Laporte, 1832
- Platymicrus Bergroth, 1903
- Plynaspoides Miller, 1955
- Plynoides Schouteden, 1931
- Plynus Stål, 1858
- Poecilopterocoris Miller, 1959
- Pseudoreduvius Villiers, 1948
- Pseudozelurus Lent & Wygodzinsky, 1947
- Psophis Stål, 1863
- Psytalla Stål, 1859
- Raipurocoris Miller, 1959
- Recicolus Jeannel, 1917
- Reduvius Fabricius, 1775
- Schoutedenana Miller, 1952
- Schultheissidia Breddin, 1903
- Sinnamarynus Maldonado & Berenger, 1996
- Sphedanocoris Stål, 1866
- Sphedanovarus Jeannel, 1919
- Stachyogenys Stål, 1870
- Staliastes Kirkaldy, 1900
- Stesiochorus Distant, 1906
- Stigmonotocoris Miller, 1958
- Tapeinus Laporte, 1833
- Tetroxia Amyot & Serville, 1843
- Tiarodes Burmeister, 1835
- Tiarodurganda Breddin, 1903
- Timotheus Distant, 1903
- Trichedocla Jeannel, 1914
- Tympanistocoris Miller, 1958
- Ukambocoris Miller, 1957
- Varus Stål, 1866
- Velitra Stål, 1866
- Velitroides Miller, 1958
- Zeluroides Lent & Wygodzinsky, 1948
- Zelurus Hahn, 1826